# 14-та окрема танкова бригада (Україна)
14-та окрема танкова бригада (14 ОТБр) — з'єднання танкових військ сухопутних військ ЗС України, що існувало у 2015 році. Перебувало в складі 4-го армійського корпусу резерву.

## Історія
Створена наприкінці 2015 року. Фінальне бойове злагодження проходила на полігоні «Широкий лан». За даними Міністерства оборони, на кінець 2015 року бригада входила до складу 4-го армійського корпусу резерву.

Навчання 2015
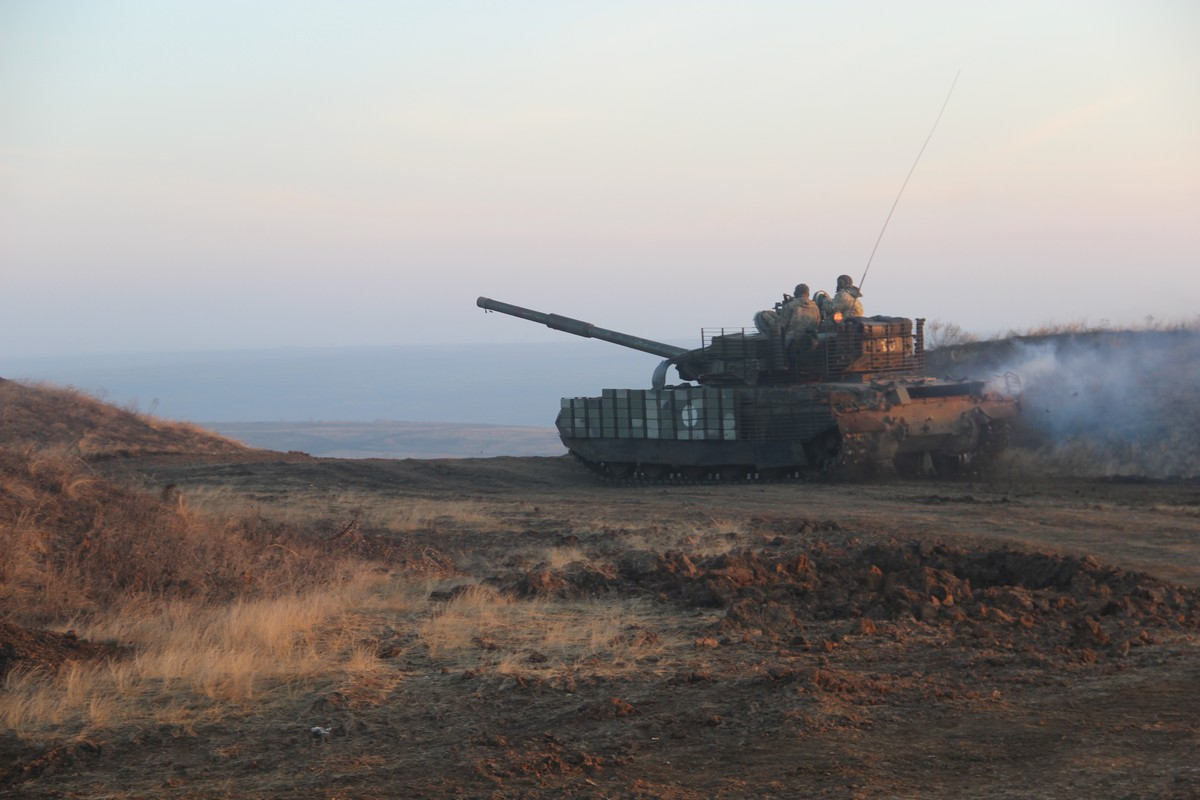
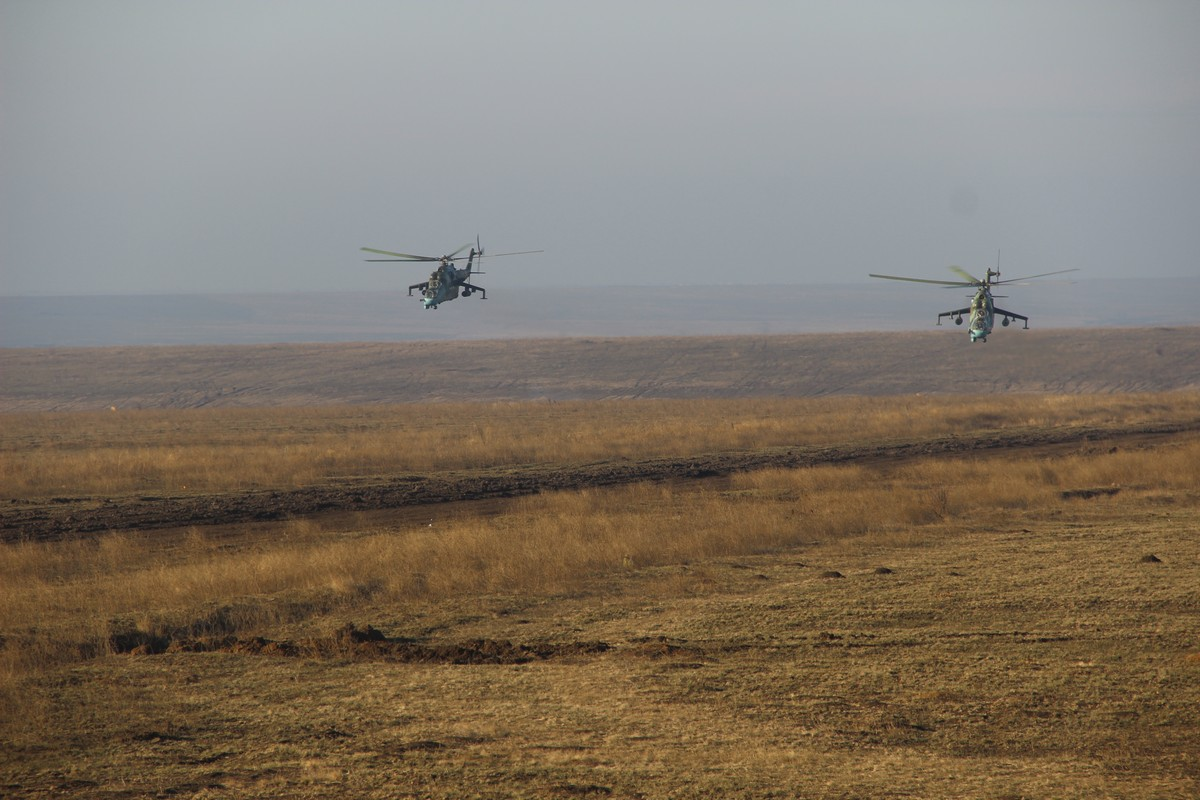
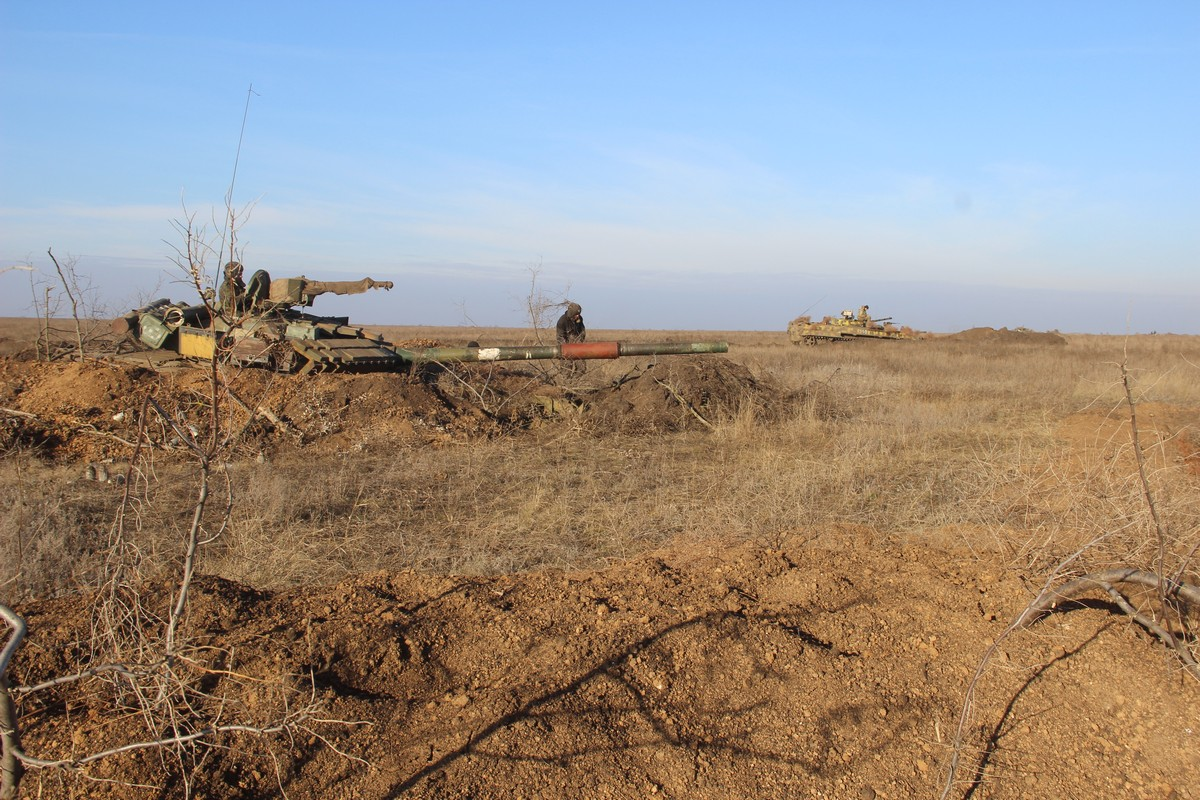
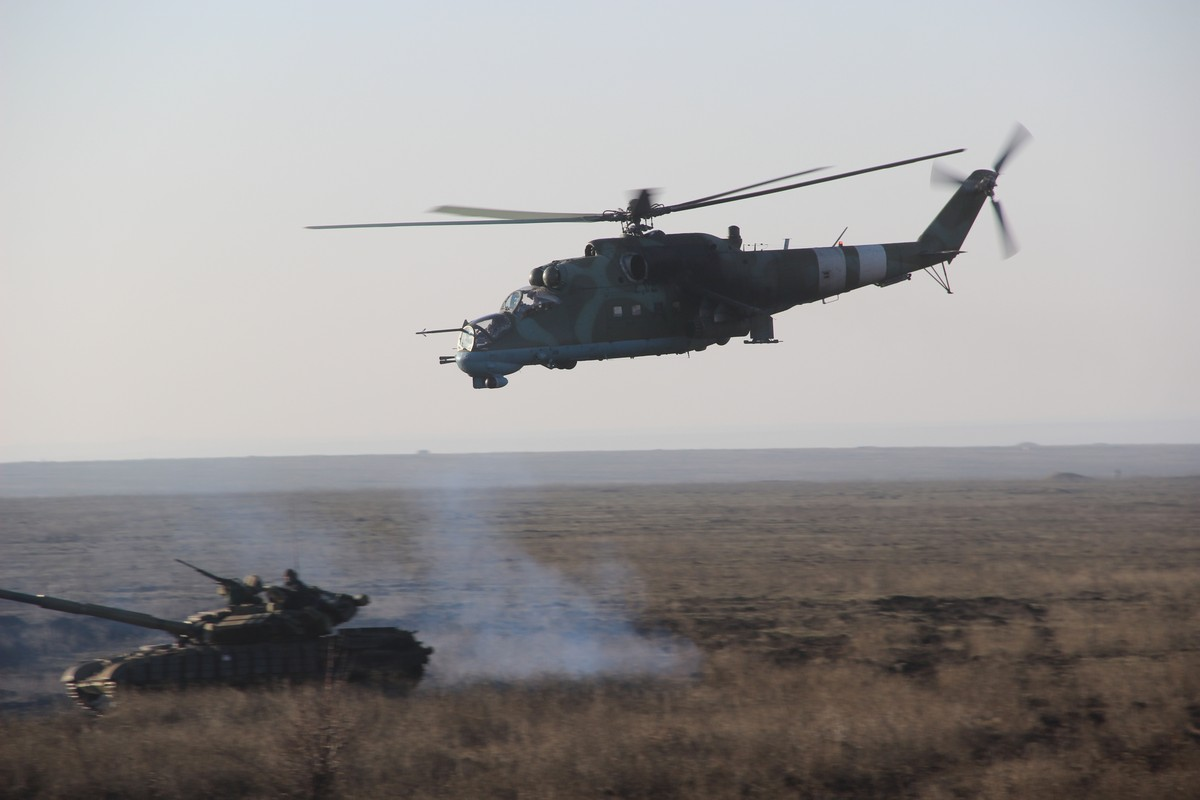